# Zachary Gordon
Zachary Adam Gordon (ur. 15 lutego 1998 w Oak Park w Kalifornii) – amerykański aktor filmowy, telewizyjny i głosowy pochodzenia żydowskiego.
Karierę aktorską rozpoczął w wieku ośmiu lat. Był trzykrotnie nominowany do nagrody Young Artist Award w kategorii najlepszego głównego młodego aktora. Najbardziej znany z roli Grega Heffleya w pierwszych trzech filmach z serii Dziennik cwaniaczka.

## Filmografia

### Role filmowe
- 2008: Ciało bardzo niepedagogiczne jako Frankie Fowler
- 2008: Niesamowici bracia Bloom jako młody Bloom
- 2010: Dziennik cwaniaczka jako Greg Heffley
- 2011: Dziennik cwaniaczka 2 jako Greg Heffley
- 2012: Dziennik cwaniaczka 3 jako Greg Heffley
- 2016: Dead of Summer jako Jason „Blotter” Cohen

### Role głosowe
- 2010: Przyjaciel świętego Mikołaja
- 2011–2016: Bąbelkowy świat gupików jako Gil